# آرني يونسن
آرني يونسن (بالآيسلندية: Árni Johnsen)‏ هو صحفي وسياسي أيسلندي، ولد في 1 مارس 1944 في يستمان في آيسلندا. حزبياً، نشط في حزب الاستقلال ‏. في الانتخابات البرلمانية الآيسلندية 2007 ‏، انتخب عضو البرلمان الآيسلندي 2007-2009 ‏ عن دائرة الدائرة الجنوبية ‏ وقد انضم خلال فترته النيابية ‏ (12 مايو 2007 – 25 أبريل 2009) للكتلة البرلمانية حزب الاستقلال ‏ وفي الانتخابات البرلمانية الآيسلندية 2009 ‏، انتخب عضو البرلمان الآيسلندي 2009-2013 ‏ عن دائرة الدائرة الجنوبية ‏ وقد انضم خلال فترته النيابية ‏ (25 أبريل 2009 – 27 أبريل 2013) للكتلة البرلمانية حزب الاستقلال ‏.